# Euprymna tasmanica
Euprymna tasmanica (лат.) — небольшой биолюминисцентный моллюск, вид мелких головоногих моллюсков рода Euprymna из семейства сепиолид (Sepiolidae). Длина — 3—4 см. Обитает в Индо-Тихоокеанской области у берегов Австралии.

## Описание
Длина мантии доходит до 3—4 см. Спинная мантия сращена с головой. Плавники короткие и широкие, округлые, полукруглые; длину мантии не превышают. Присоски четырёхрядные. Гектокотиль присутствует. Щупальцевые присоски одинакового размера.
Седловидный биолюминесцентный орган находится в полости мантии. Исходящий из него свет вырабатывается симбиотическими бактериями (штаммы Vibrio fischeri), которых E. tasmanica добывает и культивирует во внутренних железах, криптах.

## Ареал
Обитает в Индо-Тихоокеанской области у берегов Австралии; от восточной и юго-восточной до западной части Австралии, от Брисбена до залива Шарка. Предпочитает песчаные и илистые местообитания с зарослями морской травы. Демерсальный субтропический вид. Для оценки статуса вида недостаточно данных.

## Образ жизни
Днём зарывается в песок, а ночью охотится на мелких ракообразных и рыб. Может маскироваться, «приклеивая» песок к своей спине.

## Размножение
Нерест проходит весной — летом. Во время спаривания самец хватает самку, затем вставляет гектокотиль в мантийную полость самки, после чего оплодотворяет её. Яйца бледно-оранжевого цвета; самки откладывают их в рыхлых кучках, преимущественно у оснований водорослей и морских трав. Взрослые особи обычно погибают вскоре после нереста и выведения потомства.